# Rue Mottet-de-Gérando
La rue Mottet-de-Gérando est une rue du quartier des pentes de la Croix-Rousse dans le 1er arrondissement de Lyon, en France.

## Situation et accès
La rue commence place Bellevue en face de la rue d'Austerlitz et se termine montée Saint-Sébastien devant la place Colbert. Au niveau de la place Bellevue, des escaliers descendent vers la rue Bodintandis que d'autres escaliers montent vers le boulevard de la Croix-Rousse et près de la rue Audran.
La rue est traversée par la rue Grognard qui se poursuit par des escaliers avec un stationnement cyclable disponible à cet endroit. La circulation est dans les deux sens avec un stationnement d'un seul côté. La ligne   passe par cette rue mais il n'y a pas d'arrêt de bus sur cette voie.

## Origine du nom
Dominique Mottet de Gérando (1771-1828) est président de la chambre de commerce de Lyon de 1816 à 1827 et député du Rhône de 1827 à 1828. 
Adolphe Vachet cite d'autres membres célèbres de la famille lyonnaise des Gérando comme l'architecte du pont d'Ainay et Joseph-Marie de Gérando (1772-1842) précurseur de l'anthropologie et philanthrope. Le neveu de ce dernier, Auguste de Gérando, (1819-1849) est un historien spécialiste de la Hongrie.

## Histoire
En 1825, Louis-Benoit Coillet, voyer de Lyon, trace un plan pour ouvrir des rues dans plusieurs clos des pentesdont celui du clos Bodindans l'ancien couvent des Colinettes. La rue est ouverte en 1828et reçoit son nom actuel le 18 juin 1829 par décision du conseil municipal.